# طرخشقون تحت جليدي
طرخشقون تحت جليدي (باللاتينية: Taraxacum subglaciale) هو نوع نباتي يتبع جنس الطرخشقون من القبيلة الشيكورية.